# ألفارو أرزو
ألفارو أرزو انريكي يريغويين (بالإسبانية: Álvaro Enrique Arzú Irigoyen) (14 مارس 1946 - 27 أبريل 2018) الرئيس الثاني والثلاثون لجمهورية غواتيمالا من 14 يناير 1996 حتى 14 يناير 2000. وقد انتخب عمدة مدينة غواتيمالا في خمس مناسبات: في عام 1982، ولكن تم منعه من توليه منصبه ل من انقلاب عسكري. في عام 1986، وهذه المرة على افتراض ويخدم ولايته؛ مرة أخرى في يناير 2004؛ وأعيد انتخابه لولاية فعال الثالث في سبتمبر 2007 مع 55 في المئة من أصوات الناخبين. أعيد انتخاب أرزو في سبتمبر 2011 لفترة ولاية ثالثة على التوالي رئيسا لبلدية العاصمة، والتي بدأت في يناير كانون الثاني عام 2012.

## روابط خارجية
- ألفارو أرزو على موقع الموسوعة البريطانية (الإنجليزية)
- ألفارو أرزو على موقع مونزينجر (الألمانية)